# Референдум о независимости Шотландии (2014)
Референдум по вопросу о независимости Шотландии прошёл 18 сентября 2014 года. Гражданам Великобритании и Европейского Союза, постоянно проживающим в Шотландии, было предложено ответить «да» или «нет» на вопрос: «Должна ли Шотландия стать независимой страной?». В референдуме имели право принять участие 4,13 млн граждан страны старше 16 лет.
В случае положительного ответа большей части избирателей Шотландия могла быть объявлена независимой страной 24 марта 2016 года.
К утру 19 сентября все голоса были посчитаны: 55,3 % проголосовавших выступили против независимости. Так как большинство явившихся на участки избирателей проголосовали против независимости Шотландии, она осталась в составе Великобритании.

## История вопроса и современность

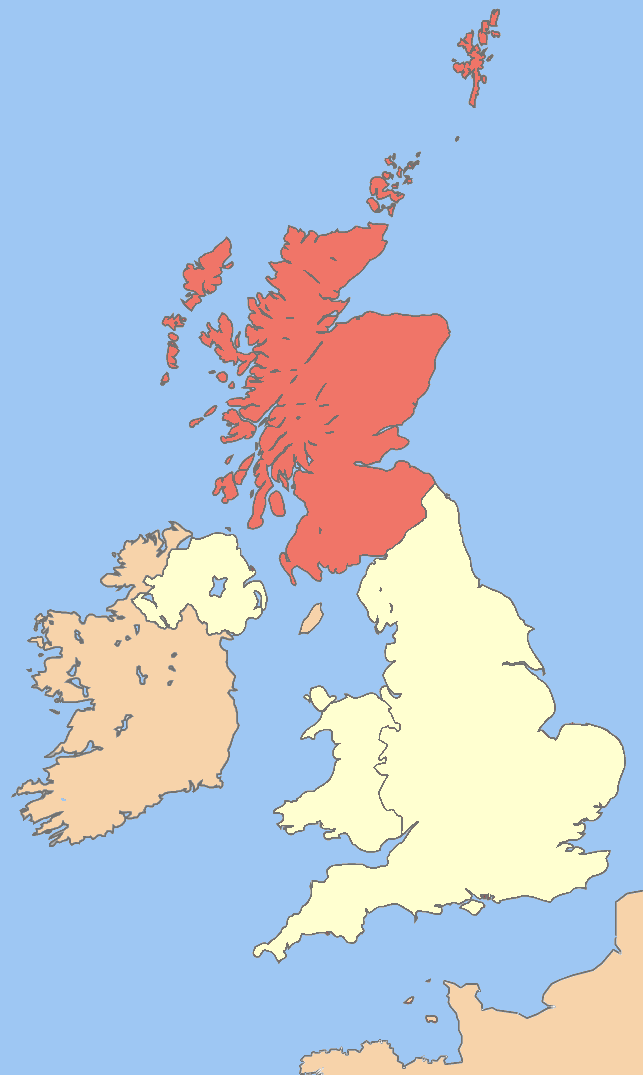
Шотландия в Соединённом Королевстве.

Вопрос о правомерности нахождения Шотландии в составе Великобритании стоял с момента заключения союза с Англией в 1707 году. Однако на политическом уровне отделение Шотландии стало открыто обсуждаться только с начала 1930-х годов, благодаря появлению Шотландской национальной партии. Речь тогда шла лишь о расширенной автономии в рамках единого государства.
Решающее влияние на устремления сторонников независимости оказало обнаружение нефтяного месторождения Брент у берегов Шотландии в начале 1970-х годов. Протестная кампания под лозунгом «Это шотландская нефть» привела к проведению в 1979 году референдума по вопросу о создании шотландского парламента, имеющего полномочия частично распоряжаться местными финансами, в том числе нефтяными доходами (предыдущий парламент был распущен в 1707 году, а интересы Шотландии представляли депутаты, заседавшие в Лондоне). За создание парламента проголосовали 51,6 процента избирателей, однако, из-за неожиданного пересмотра Парламентом Великобритании условий проведения плебисцита этих голосов оказалось недостаточно и властные полномочия между Лондоном и Эдинбургом разделены не были. Рядовому парламентарию от лейбористов удалось добиться утверждения пункта, согласно которому для принятия решения достаточно согласия 40 % всего электората. В дальнейшем с 1979 по 1997 год реформы конституционного значения не проводились. Вскоре после возвращения британских лейбористов во главе с Тони Блэром к власти был проведён  референдум о деволюции 1997 года. На этот раз воля электората была выражена достаточно убедительно, избиратели высказались за создание местного парламента и за его возможность регулировать базовую ставку подоходного налога. По итогам референдума Шотландия в 1999 году получила собственный парламент, наделённый ограниченными полномочиями в сфере налогообложения.

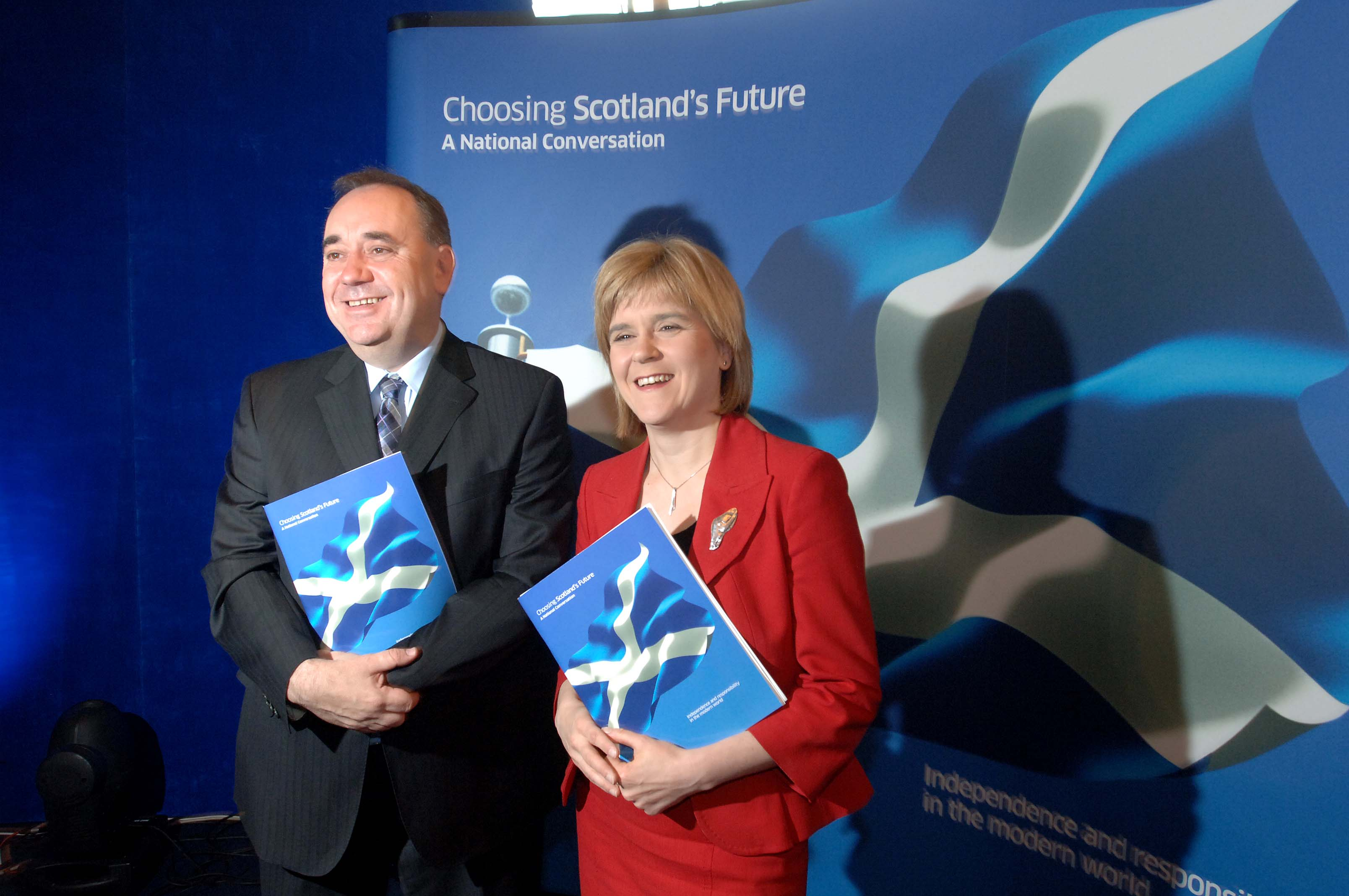
Первый министр Шотландии Алекс Салмонд и его заместитель Никола Стерджен запускают проект National Conversation, 14 августа 2007

Вопрос о независимости был поднят только в 2007 году лидером Шотландской национальной партии Алексом Салмондом. В том году ШНП набрала наибольшее число голосов, а сам Сэлмонд занял пост первого министра Шотландии. Однако выполнить своё обещание ему не удалось, так как партия получила всего 47 мандатов, в то время как для формирования большинства были необходимы 65 мест.
Белая книга предлагаемого закона, установившая четыре возможных варианта голосования, была опубликована 30 ноября 2009 года. 25 февраля 2010 года состоялась публикация законопроекта, после чего началось общественное обсуждение текста. Проект предполагает наличие двух вопросов «да-нет» на референдуме, касающихся дальнейшей деволюции и независимости. Шотландская национальная партия, кабинет которой был создан в условиях отсутствия парламентского большинства, не смогла обеспечить поддержку своему проекту со стороны других партий. Перед выборами в Парламент 2011 года руководство партии отозвало инициативу. Вернуться к обсуждению независимости Шотландии Сэлмонд смог только в 2011 году, когда его партия добилась необходимого для формирования правительства большинства — 69 мест из 129, и пообещала провести референдум в случае своего переизбрания. О планах провести референдум по вопросу о независимости Сэлмонд объявил в мае того же года. 10 января 2012 года правительство объявило предполагаемое время проведения референдума — осень 2014 года.
1 июня 2012 года было создано политическое объединение «Лучше вместе», представляющее партии, прочие организации и частных лиц, выступающих за голосование против независимости Шотландии на предстоящем референдуме.
15 октября 2012 премьер-министром Великобритании Дэвидом Кэмероном и первым министром автономного правительства Шотландии Алексом Салмондом было подписано Эдинбургское соглашение, определяющее порядок проведения референдума о независимости Шотландии осенью 2014 года.
21 марта 2013 года первый министр Шотландии Алекс Сэлмонд, во время заседания парламента объявил датой проведения референдума 18 сентября 2014 года. По его словам, избирателям предстоит ответить лишь на один вопрос: «Должна ли Шотландия быть независимым государством?». Сэлмонд сказал, что нынешнее поколение шотландцев получило возможность «самостоятельно определить будущее своей страны на долгие годы». В документе, подготовленном правительством, отмечается необходимость принятия конституции, которая «будет отражать ценности народа Шотландии». В случае одобрения вопроса, независимость будет провозглашена 24 марта 2016 года (в 1603 году в этот день Шотландия и Англия были объединены в династическую унию).
26 ноября 2013 года Алексом Сэлмондом была представлена «Белая книга» — документ в 670 страниц, описывающий устройство нового государства. В независимой Шотландии предлагается в качестве валюты оставить британский фунт стерлингов, а главой государства ― королеву Великобритании. Также предлагается создание собственных вооружённых сил, вывоз с территории Шотландии ядерного оружия, поднятие минимальной заработной платы, законодательное обеспечение присмотра за малолетними детьми в специальных учреждениях в объёме 30 часов в неделю, сбор налогов без повышения ставок независимо от Лондона.
В своём новогоднем видеообращении премьер-министр Великобритании Дэвид Кэмерон призвал шотландцев проголосовать на референдуме против отделения. Он сказал, что жители Англии, Уэльса и Северной Ирландии хотят, чтобы Шотландия осталась в составе Великобритании, подчеркнув, что:
Это голосование будет иметь значение не только для будущих нескольких лет. Оно может изменить страну навсегда. Вместе мы сможем построить более сильное Соединенное Королевство для наших детей и внуков.

Во время первых теледебатов по поводу будущего выбора шотландского народа первый министр Шотландии Алекс Салмонд сказал, что: 
Никто, абсолютно никто не сможет править Шотландией лучше её народа, живущего и трудящегося в самой Шотландии.

## Право на участие в референдуме
По условиям закона 2010 года следующие категории лиц имеют право принять участие в референдуме:
- граждане Британии, постоянно живущие в Шотландии;
- граждане стран Содружества, постоянно живущие в Шотландии;
- граждане стран ЕС, постоянно живущие в Шотландии;
- члены Палаты лордов, постоянно живущие в Шотландии;
- военнослужащие Соединённого Королевства, зарегистрированные как избиратели в Шотландии;
- служащие британского Правительства, зарегистрированные как избиратели в Шотландии.

ШНП предложила снизить возрастной избирательный ценз с 18 до 16 лет. В январе 2012 г. член шотландского Парламента от лейбористов Элэйн Марри предложила к обсуждению вопрос о предоставлении избирательного права шотландцам, проживающим вне страны. Правительство Шотландии отклонило инициативу, так как при этом сложность проведения референдума возрастёт. Кроме того, кабинетом приведено положение Комитета по правам человека ООН, согласно которому референдум, не основанный на воле резидентов, будет поставлен под сомнение другими государствами. В Палате лордов баронессой Саймонс озвучена идея о предоставлении избирательного права всем гражданам Соединённого Королевства, так как результаты голосования окажут влияние на всю страну в целом. Данное начинание отвергнуто Правительством СК. При этом лорд Уоллес отметил, что всего 2 из 11 референдумов, прошедших в государстве с 1973 года, предполагали участие граждан из всех частей страны.

## Последствия и реакция
Согласно докладу Правительства от 25 февраля 2010, если избиратели положительно ответят на вопросы в обоих случаях, будут проведены «обязательные переговоры» между руководством Шотландии и Соединённого Королевства. Утверждается, что тогда «шотландскому и королевскому парламентам нужно будет последовать воле шотландского народа». Если будет одобрен первый пункт (деволюция), а второй (независимость) не пройдёт, тогда требуемые изменения будут внедрены посредством парламентского акта, правительственных декретов или обоих нормативно-правовых актов сразу.
В декабре 2013 года со ссылкой на анонимных представителей супермаркетов Tesco, Asda, Wm Morrison и J Sainsbury, в The Financial Times было опубликовано предложение о возможности повышения цен в магазинах Шотландии после объявления независимости. Это предложение объясняется тем, что в Шотландии дороже транспортные услуги, более строгие правила по продаже алкоголя и сигарет, а также высокая стоимость ведения бизнеса. Позднее, явно опасаясь конкуренции со стороны европейских супермаркетов, представители связей с общественностью супермаркета Tesco, официально заявили, что «это не является правдой» и, что они будут «предлагать самые наилучшие цены, несмотря на любой исход референдума», отметив, однако, что цены на некоторые продукты в их торговой сети в Ирландии — даже ниже, чем в Великобритании. В частности, сторонники независимости отмечают, что, будучи в независимом государстве-члене ЕС, шотландские фермеры смогут получить до 1 млрд евро в субсидиях, которые в настоящее время значительно снижены в результате достигнутой сделки между правительством Великобритании и руководством ЕС по эксклюзивным преференциям и опциям условий её членства в Евросоюзе (европейские субсидии шотландским фермерам удерживаются в полном размере правительством Великобритании).
В феврале 2014 года был опубликован целый ряд заявлений, принципиально меняющих положение Шотландии после обретения ею независимости.
Министр финансов Великобритании Джордж Осборн запретил использовать Шотландии в качестве валюты британский фунт стерлингов, сказав, что это «не какая-нибудь коллекция музыкальных дисков, которую можно разделить с партнером после развода». О том, что независимая Шотландия не сможет пользоваться фунтом стерлингов, заявляли также министр по делам Шотландии в британском правительстве Алистер Кармайкл и британский министр по делам бизнеса Винсент Кейбл. В свою очередь, лауреат Нобелевской премии по экономике 1996 года и член консультационного совета при правительстве Шотландии по финансовым вопросам, сэр Джеймс Миррлис заявил в интервью журналу Bloomberg: «Шотландия продолжит использовать фунт стерлингов, даже если она покинет союз. Несмотря на возможные разногласия при переговорах по этому вопросу, ничто не может этому помешать». Он также добавил, что «риски существуют, но участники дискуссии их сильно преувеличивают».
Министр энергетики, предпринимательства и туризма в Шотландии Фергюс Эвинг заявил, что независимая Шотландия останется в Европейском союзе, но как самостоятельный член, и что ни одна из крупных шотландских партий не заинтересована в выходе из союза. В свою очередь председатель Еврокомиссии Жозе Мануэл Баррозу, имея в виду Шотландию, сказал, что:
В случае если появится новая страна, новое государство, вышедшее из состава одного из нынешних государств-членов ЕС, этой стране придется подавать новую заявку на членство. И конечно, будет крайне сложно, если не невозможно получить одобрение всех членов ЕС на вступление страны, отделившейся от другой страны-члена ЕС. Мы видели, что Испания противится даже, к примеру, признанию Косово. В некотором роде это похожий случай, поскольку речь идет о новом государстве, и я думаю, что будет крайне трудно, если не невозможно, новой стране, выделившейся из одной из наших стран, добиться признания от всех остальных.
Однако, избранный 15 июля 2014 года председатель Еврокомиссии Жан-Клод Юнкер заявил, что расширение ЕС и независимость Шотландии являются «совершенно отдельными вопросами».
На церемонии вручения музыкальной премии Brit Awards от имени музыканта Дэвида Боуи, модель Кейт Мосс зачитала обращение, призывающее голосовать против независимости. В частности там были слова — «Шотландия, оставайся с нами». Также против отделения высказывались целый ряд местных актёров и комиков. В то же время многие выходцы из Шотландии, в частности писатель Ирвин Уэлш, напротив, выступили за независимость.
В марте британский вице-адмирал Джон Маканалли заявил, что в случае отделения Шотландии велика вероятность того, что Великобритания будет принуждена к одностороннему ядерному разоружению (см. Ядерное оружие Великобритании), по причине того, что атомные субмарины Королевских ВМС базируются в шотландском Фаслейне, и их перевод на территорию Англии обойдется в миллиарды долларов. По мнению Маканалли, также под вопросом будет сохранение постоянного членства Великобритании в Совете Безопасности ООН.

По мнению одного из неназванных британских министров, ответственного за переговоры с Шотландией в случае её отделения, если оно произойдёт, страны могут заключить валютный союз: «Великобритания хочет сохранить свою базу в Фаслейне, где находятся ядерные баллистические ракеты Trident, а Шотландия настаивает на валютном союзе».
В ходе своего визита в Шотландию в мае 2014 года премьер-министр Великобритании Дэвид Кэмерон пообещал расширить права парламента Эдинбурга в случае, если шотландцы на референдуме выскажутся против независимости, признав, что делегирование больших полномочий было бы разумным шагом при условии сохранения целостности королевства. Так, в соответствии с уже принятым Парламентом Великобритании «Актом о Шотландии 2012 г.», который вступит в силу в 2016 году, Шотландский парламент получит полномочия варьировать процентную ставку подоходного налога строго на 10 процентных пунктов по всем трём группам разделения доходов. Также передаётся право взимать гербовый сбор с продажи собственности и налог на захоронение ТБО. Шотландское правительство также получит право делать государственные займы по капитальным расходам на сумму до 2,2 млрд фунтов стерлингов в год. Будет также гарантироваться участие представителей Шотландии в структурах попечительского совета Би-Би-Си и комитете по охране недр Короны (англ. — Crown Estate Scotland), который в настоящее время контролирует и выдаёт права на эксплуатацию всего континентального шельфа Шотландии, а также биоресурсов прибережных вод. Акт также содержит несколько значительных поправок к уже существующему законодательству. Так, например, Шотландия потеряет право администрации научных и прочих исследований в Антарктике, право квалифицировать местных медицинских работников, а Лорд-адвокат Высшего уголовного суда Шотландии (высшая инстанция судопроизводства в независимой судебной системе Шотландского права) станет подотчётен Верховному суду Великобритании в уголовном судопроизводстве, касающемся любых аспектов прав человека (в соответствии с положениями Европейской конвенции о защите прав человека и основных свобод). Представителям ШНП, которые сначала широко критиковали положения нового Акта при его слушании в парламенте Шотландии, всё же пришлось пойти на уступки и признать его ограниченную полезность в деле продвижения деволюции. Однако они отметили, что Акт явился упущенной возможностью по предоставлению Шотландии полного бюджетного суверенитета (также широко поддерживаемый в программе шотландских Либеральных демократов), который бы передал основные рычаги управления экономикой и социальной сферой непосредственно шотландскому народу. Как отмечают шотландские политические эксперты, в соответствии с Актом о Шотландии 2012 г., начиная с 2016 года, Шотландский парламент получит полномочия распоряжаться 23 % всех собираемых казначейством Великобритании налогов на территории Шотландии (19 % налогообложения составляют поступления от нефтегазовой промышленности), а также станет ответственным за 50 % бюджетных расходов (в настоящее время эта цифра составляет 7 % и 35 % соответственно).
Вопрос о возможном распаде унии с Великобританией также стал поводом для внимания британских букмекерских контор, которые выставили коэффициенты на результаты референдума. Жители Великобритании делали ставки на исход предстоящего 18 сентября референдума о независимости Шотландии, а также на процент явки избирателей. Общая сумма ставок превысила рекордный показатель в 3,3 миллиона долларов. Около 80 процентов всех ставок (в Шотландии) делается на то, что Шотландия по итогам референдума все-таки обретет независимость. Впрочем, неназванный житель Великобритании поставил 1,3 миллиона долларов на обратный результат. В случае победы этот игрок получит 1,6 миллиона долларов. В числе бизнесменов, открыто заявлявших о своей поддержке движения за независимость, был также и бывший главный управляющий букмекерской конторы William Hill, Ральф Топпинг, который заявил, что «здравые экономические соображения всегда побивают политику».

## Агитационная кампания

Официальный логотип «Да, Шотландия», 2014 год

30 мая в Шотландии официально началась агитационная кампания, которая должна продлиться в течение 16 недель, до дня голосования. «Да, Шотландия» объединяет сторонников отделения, а «Лучше вместе» — противников независимости. Шотландская национальная партия, Шотландская социалистическая партия и Шотландская партия зелёных выступают в поддержку кампании «Да, Шотландия». Три ведущие политические партии Великобритании выступают против независимости Шотландии.
Ожидается, что на агитационные цели будет потрачено до 1,5 млн фунтов стерлингов (2,5 млн долларов США), а каждый желающий может выделить на кампанию до 10 тыс. (17 тыс.). Те же, кто захочет выделить более крупную сумму, должны будут задокументировать её у наблюдателей ЦИК.
5 июня на совместной пресс-конференции с премьер-министром Великобритании Дэвидом Кэмероном в Брюсселе, президент США Барак Обама заявил, что предпочел бы видеть Шотландию в составе Великобритании, сказав, что «у нас определенно есть глубокая заинтересованность в том, чтобы один из наших ближайших союзников оставался сильным, надежным, единым и эффективным партнером», при этом подчеркнув, что решать все равно шотландским избирателям.
Родившаяся в Англии писательница Джоан Роулинг пожертвовала более миллиона фунтов стерлингов на кампанию «Лучше вместе», сказав, что для Шотландии независимость чревата серьёзными рисками, главным образом в экономической сфере. Состояние Роулинг оценивается в 1,5 млрд долларов. По её словам, она уже прожила в Шотландии 21 год и не собирается никуда оттуда переезжать, поэтому её беспокоит будущее региона. Эту кампанию организовал друг писательницы Алистер Дарлинг — бывший госсекретарь по делам Шотландии. Напротив, ранее за независимость Шотландии высказались актёры Шон Коннери и Алан Камминг. В начале года в фонд Шотландской национальной партии внесли миллион фунтов победители лотереи из Эйршира Колин и Крис Вейр. В общей же сложности их вклад в дело независимости составил уже более 8 млн долларов. В 2001 году они выиграли в лотерею «EuroMillions» около 250 млн долларов и организовали благотворительный фонд. Первый министр Шотландии Алекс Салмонд сказал, что:
Роулинг имеет право давать деньги кому угодно и выражать собственные взгляды. И все же когда речь заходит о творческих людях, я думаю, общее ощущение таково, что большинство из них скажут «да» независимости. Каждая кампания по закону ограничена в средствах, которые она может использовать, и я считаю, что это правильно, потому что это бой на равных в том, что касается финансирования, и людям остается лишь принять решение по собственному усмотрению.
12 июня бывший государственный секретарь США Хиллари Клинтон в интервью BBC News выступила за единство Великобритании, сказав, что «я не хотела бы, чтобы вы потеряли Шотландию».
В своем отчете об исследовании экономической ситуации в Шотландии по заказу газеты «Sunday Post» профессор Лондонской школы экономики Патрик Данливи показал, что в случае отсоединения Шотландии нужно будет срочно создать новые административные структуры, чтобы заменить ныне существующие британские, на что может уйти 200 миллионов фунтов стерлингов, а не 2,7 миллиардов фунтов по утверждению государственного казначейства.
30 июня министр образования Великобритании Майкл Гоув, выступая на историческом фестивале в графстве Уилтшир, призвал голосовать против независимости назло Владимиру Путину, сказав: «Мыслите глобально. Подумайте, что произойдет, если союз Шотландии и Англии распадется. Вы считаете, что Владимир Путин в Кремле подумает: „Какая жалость“?». Он отметил, что России выгодна нестабильность Великобритании, поскольку это позволит ей усилить свои позиции. Гоув назвал Великобританию «вторым главным маяком свободы в мире» и выразил опасение, что распад Великобритании «ослабит защиту Запада».
В начале августа появились сообщения о том, что премьер-министр Дэвид Кэмерон, лидер лейбористов Эд Милибэнд и либеральных демократов Ник Клегг опубликуют совместную декларацию об «усилении» парламента Шотландии, включающую расширение полномочий в сфере налогообложения и социального обеспечения, если шотландцы проголосуют против независимости. Однако, как сказал первый министр Шотландии Алекс Салмонд, это лишь «новая версия» старых обещаний. Основные расширенные полномочия (по подоходному налогу) вступят в силу в 2016 году, когда вступит в силу «Акт о Шотландии 2012» (англ. Scotland Act 2012), принятый парламентом Великобритании в мае 2012 года.
16 августа премьер-министр Австралии Тони Эбботт во время визита в Лондон выступил против отделения Шотландии от Великобритании. Он сказал, что «трудно понять, как независимая Шотландия поможет миру», а те, кто хотят видеть Великобританию разъединенной — «не друзья справедливости… или свободы», и такие страны — «не самая приятная компания». В ответ на это, первый министр Шотландии Алекс Салмонд, назвав слова Эбботта оскорбительными, лицемерными и глупыми, сказал, что независимость Австралии ей никак не навредила.
23 августа в эпизоде британского телесериала «Доктор Кто» «Глубокий вдох», как отмечено в статье российской газеты «Известия», с иронией был использован факт того, что Питер Капальди, исполнитель главной роли Двенадцатого Доктора, который должен спасти весь мир, — шотландец.
7 сентября, после публикации опроса института исследования общественного мнения «YouGov» для газеты «Sunday Times», согласно которому 51 % шотландцев выступают за независимость, а 49 % — против, канцлер Казначейства Великобритании Джордж Осборн сообщил, что «в ближайшие несколько дней вы увидите план действий, предоставляющий больше полномочий Шотландии». Вице-премьер Шотландии Никола Старджен назвала итоги опроса «прорывом», отметив, что «независимость — не волшебная палочка. Но всё больше людей сознают, что предстоящее голосование — возможность, которая выпадает раз в жизни. Взяв судьбу Шотландии в шотландские руки, мы будем жить лучше. Наше огромное богатство должно работать на благо всех, кто здесь живёт», а глава кампании за отделение Блэр Дженкинс сообщил, что «с настоящего момента и вплоть до 18 сентября мы будем работать не покладая рук, чтобы победить». В свою очередь лидер движения «Вместе лучше!» Алистер Дарлинг сказал, что опрос стал «звонком будильника для всех, кто считал исход референдума предрешённым». Главный министр Салмонд сказал, что заявления Осборна — признак паники в британском правительстве. Позже мэр Лондона Борис Джонсон назвал возможное отделение Шотландии «трагедией», так как «мы на грани того, чтобы с помощью членовредительства выбросить на свалку нашу репутацию и наш бренд». В то же время, бывший премьер-министр Гордон Браун подготовил план предоставления Шотландии большей автономии в вопросах налогообложения и госрасходов, и, если избиратели не поддержат независимость на референдуме, переговоры начнутся немедленно после голосования, а проект будет подготовлен к январю. По последнему опросу исследовательской организации TNS Scotland среди 990 человек за независимость высказываются 38 % избирателей, против — 39 %, а 23 % не определились. При этом число сторонников и противников, твёрдо решивших принять участие в референдуме, сравнялось — по 41 %.
Параллельно, по сообщениям британских СМИ, королева Елизавета II провела переговоры с премьер-министром Великобритании Дэвидом Кэмероном по поводу возможных перспектив распада страны, после чего решила остаться в Шотландии до дня голосования. Однако, в заявлении Букингемского дворца было отмечено, что «любые предположения о том, что королева желает повлиять на исход кампании в преддверии референдума, категорически не соответствуют истине. Её Величество просто придерживается мнения, что это дело народа Шотландии», так как она «выше политики, и политические деятели, занимающие государственные посты, обязаны сделать всё, чтобы это оставалось так».
9 сентября премьер-министр Дэвид Кэмерон в газете «Daily Mail» призвал шотландцев проголосовать против отделения, сказав, что «пусть никто не усомнится, мы отчаянно хотим, чтобы вы остались; мы не желаем, чтобы наш союз наций был разорван», отметив, что «если Соединенное королевство распадётся, оно распадётся навсегда. Поэтому ваш выбор очевиден: прыжок в темноту с голосом „за“ или светлое будущее для Шотландии с голосом „против“». Кэмерон пообещал Шотландии яркое будущее в составе королевства, пообещав больше привилегий, и в подтверждение этих слов вечером над его резиденцией на Даунинг-стрит в Лондоне был поднят флаг Шотландии. Однако, по случайности, с первой попытки шотландский национальный флаг поднять не удалось — он сорвался и его удалось поднять только со второй попытки.
10 сентября в Шотландию прибыли лидер Консервативной партии Дэвид Кэмерон, Лейбористской — Эд Милибэнд, Либерально-демократической — Ник Клегг. Кэмерон, выступая в Эдинбурге, призвал шотландцев сохранить «нашу замечательную страну, Соединенное Королевство, которое мы вместе создавали». Кэмерон, Милибанд и Клегг выступали по отдельности, выпустив совместное заявление о том, что, несмотря на политические различия, они выступают за сохранение единства страны, отметив, что «мы хотим слушать и говорить с избирателями о тех переменах, перед лицом которых они стоят. Наше послание к шотландскому народу может быть выражено простыми словами — мы хотим, чтобы вы остались с нами». Между тем, глава правительства Шотландии Алекс Салмонд заявил, что Елизавета II, по его мнению, с гордостью станет королевой Шотландии. Он также опроверг сообщения СМИ о том, что королева обеспокоена перспективой отделения Шотландии, после того, как был принят ею во время очередной аудиенции две недели назад, в замке Балморал.

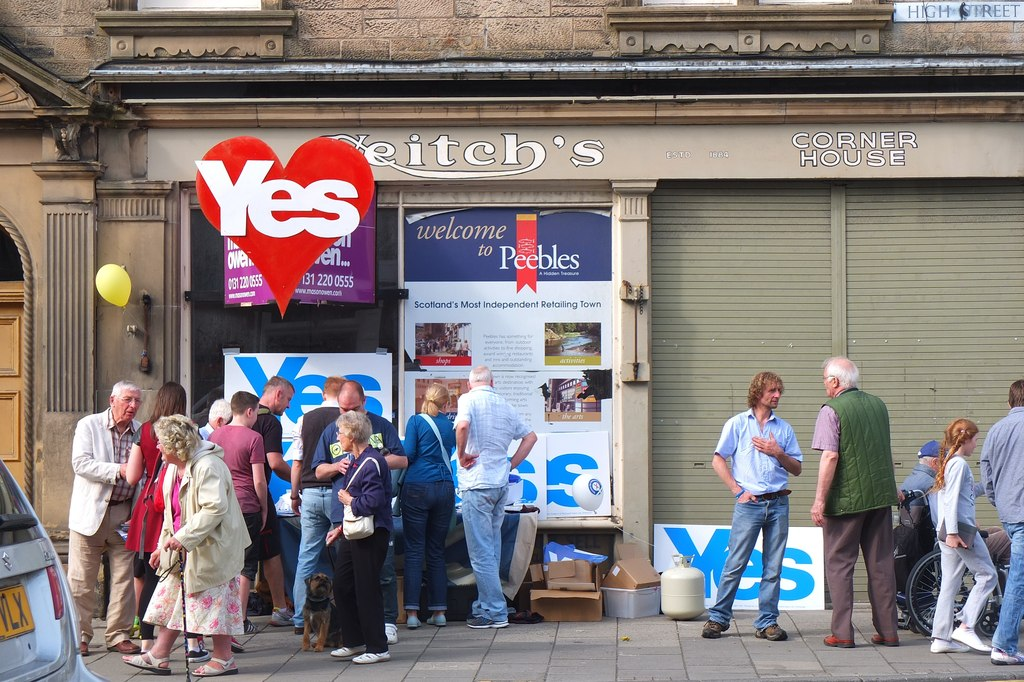
Агитация на улицах Пиблз, 13 сентября 2014 года.

12 сентября в опубликованном на сайте «Youtube» видеообращении герой американского мультсериала «Симпсоны», урождённый шотландец садовник Вилли, призвал соотечественников проголосовать на референдуме за отделение Шотландии от Великобритании, отметив, что дебаты по этому поводу, представляет собой «битву свободолюбивых наследников традиций Хайленда и любителей ползать под сапогами британцев, как черви». Вилли назвал первого министра Салмонда «безопасной кандидатурой», но которого нельзя назвать «продолжателем дела Уильяма Уоллеса и Энди Мюррея», добавив, что «Вилли не преклонит своей головы перед мировыми лидерами, потому что я понятия не имею, кто они такие! Я жил в США большую часть своей жизни — кому, как не мне, знать, как не стоит управлять страной».
В тот же день, результаты опроса 1268 человек компанией «YouGov» по заказу газет «Times» и «The Sun», показали, что 48 % из них за независимость, 52 % — против. Однако, по данным исследования компании «Survation», за отделение выступают 47 % шотландцев. А опрос, заказанный кампанией против независимости «Лучше вместе», и вовсе показал, что за независимость — 46 %, против — 54 %. В то же время, согласно расчётам профессора Университета Стратклайда в Глазго Джона Кертиса, соотношение сторонников и противников независимости составляет 49 % к 51 %.
14 сентября у церкви поблизости от королевской резиденции в замке Балморал в Шотландии, когда к королеве Елизавете II после воскресной службы подошёл человек и пошутил, что они не будут касаться темы референдума, она ответила: «Я надеюсь, что люди очень тщательно подумают о будущем». Параллельно в Букингемском дворце выпустили заявление, что «монарх находится над политическим процессом. Любые предположения о том, что королева пытается повлиять на исход референдума, не соответствуют действительности. Её Величество придерживается мнения, что это — вопрос для народа Шотландии». Однако сторонники и противники референдума расценили слова королевы по-разному. В частности, представитель движения «Yes Scotland» отметил, что королева призвала всех голосующих «подумать как следует» насчет правильного выбора, а член парламента Великобритании Саймон Данцзук заявил, что она призвала жителей Шотландии проголосовать за сохранение единства страны. Одновременно, второй раз за неделю в Шотландию собрался поехать премьер-министр Дэвид Кэмерон, а Салмонд назвал такие действия паникой, сказав, что референдум — это «возможность, которая бывает раз в жизни».
15 сентября в ходе поездки в Абердин Дэвид Кэмерон пообещал шотландцам «болезненный развод», заметив, что «я не хочу, чтобы людям Шотландии продали мечту, которая исчезнет». В своей речи в абердинском аэропорту Кэмерон отметил, что победа сторонников независимости на референдуме приведёт к «разводу, а не к попытке пожить отдельно. Это решение может разрушить нашу семью народов и оторвать Шотландию от Соединенного Королевства. В пятницу наши люди могут проснуться в другой стране. Мы должны хорошо представлять себе, что это решение будет необратимым, что повторения референдума не будет. Если жители Шотландии проголосуют за независимость, Британия окажется расколотой, и мы двинемся в будущее разными путями. Когда настанет день голосования, люди должны сознавать, что они голосуют не просто за себя, а за своих детей и внуков, за грядущие поколения».
16 сентября Дэвид Кэмерон вместе с Эдом Милибэндом и Ником Клеггом подписал так называемую «торжественную клятву» — документ с призывом к Шотландии не голосовать за независимость. В первой части документа содержится обещание о предоставлении новых широких полномочий шотландскому парламенту, во второй — предложение о равном распределении ресурсов, третьей части — тезис о том, что окончательное решение о порядке финансирования системы государственного здравоохранения будет зависеть от правительства Шотландии благодаря сохранению формулы Барнетта. Документ также одобрил план Гордона Брауна по срокам приведения в силу данных планов дальнейшей деволюции. Выступая в Клайдбанке 16 сентября, Гордон Браун обвинил Алекса Салмонда в искажении правды в отношении перспективы сохранения госсистемы здравоохранения в случае независимости, сказав, что «если ШНП будет и дальше утверждать, что она не в состоянии сохранить государственное здравоохранение в стране, давайте сменим это правительство на лейбористов». В то же время Милибэнд вышел на улицы Эдинбурга, чтобы пообщаться с избирателями, однако его окружила толпа сторонников и противников независимости, и, чтобы избежать беспорядков, Милибэнда пришлось срочно выводить из этого района.
Между тем, известный дизайнер Вивьен Вествуд презентовала новую коллекцию одежды в поддержку независимости Шотландии, когда в рамках показов Лондонской недели моды её модели появились в костюмах в традиционном тартане со значками «Да» на груди. Гости показа обнаружили на своих местах письменные послания от Вествуд, в которых она написала, что надеется на отделение Шотландии, позже объяснив, что считает её более демократичной, чем Великобританию: «Я ненавижу Англию. Мне нравится Шотландия, потому что, так или иначе, они лучше нас».
17 сентября газета «The Sun» опубликовала открытое письмо 14 военачальников Великобритании, в том числе семи бывших министров обороны, бывших глав ВМФ, ВВС и экс-главнокомандующих армией, в котором сказано, что «на кону самый успешный союз в истории», разрушение которого «подорвёт обороноспособность как Шотландии, так и всего Соединенного Королевства». Салмонд выступил с критикой письма, призвав военных не использовать своё положение в политических целях. Одновременно, выступая перед депутатами Генеральных кортесов премьер-министр Испании Мариано Рахой заявил, что дух времени — это интеграция, а не изоляция, и поэтому ему будет сложно примириться с проведением голосования по вопросу независимости Шотландии, сравнив его с «торпедой под ватерлинией европейской интеграции», заметив, что после положительного ответа Шотландии придётся заново подавать заявку на членство в Евросоюзе. В свою очередь Салмонд не выразил обеспокоенности, отметив, что в Мадриде не раз заявляли, что будут уважать итоги демократически проведённого волеизъявления народа.
17 сентября был опубликован опрос компании Ipsos-Mori, проведённый по заказу шотландского телеканала STV среди 1,4 тысячи шотландцев в возрасте старше 16 лет, по результатам которого за независимость 49 %, против — 51 %. Другой опрос Ipsos Mori по заказу лондонской газеты Evening Standard среди 991 шотландца старше 16 лет показал, что за независимость 47 %, против — 53 %, без учёта неопределившихся. При этом число неопределившихся избирателей составило 4 %.
В последний день перед референдумом противники и сторонники провели свои митинги, пытаясь склонить избирателей на свою сторону. Бывший премьер-министр Гордон Браун предупредил, что экономическое положение независимой Шотландии будет неустойчивым, призвал всех отвергнуть национализм. Первый министр Шотландии Алекс Салмонд заявил, что независимая Шотландия сохранит британский фунт, как ранее он отметил в интервью «Financial Times», лучшим развитием ситуации станет «валютный союз с нашими дорогими друзьями, соседями и самыми близкими к нам во всей Вселенной жителями Англии». Также Салмонд призвал шотландцев отвлечься от политических споров и данных опросов и поверить в себя на пути в кабину для голосования:
Люди в течение нескольких драгоценных часов в день референдума держат суверенитет, власть, полномочия в своих руках. Это самый великий, самый окрыляющий момент, который когда-либо будет у любого из нас. Будущее Шотландии, нашей страны, в наших руках. Что делать? Только каждый из нас знает это. Со своей стороны я прошу только об этом. Примите это решение с ясной головой и чистой совестью.
Согласно опросу YouGov, опубликованному 18 сентября, из 1828 человек, проголосовавших на участках и 800 — по почте, за независимость — 46 % избирателей, против — 54 %. При этом президент YouGov Питер Келлнер заявил, что «если мы ошиблись, и если кампания „Да“ выиграет, то это будет значить, что мы и ряд других исследовательских центров сделали что-то сильно не то. Рискуя через восемь часов выглядеть как полный идиот, я скажу, что кампания „Нет“ на 99 % выиграет». Особо уточняется, что опрос не является экзит-поллом, так как согласно положениям «Закона о шотландском референдуме», принятого в 2013 году, «ни одно лицо не может публиковать какие-либо данные о том, как голосовали избиратели, до окончания референдума, в том числе информацию, полученную в ходе экзит-поллов», в результате чего запрещена публикация результатов опросов избирателей, а также размещение информации в соцсетях.

## Опросы населения
Предварительные опросы населения в 2014 году предрекали победу противникам независимости. С приближением даты референдума наблюдается нивелирование разницы между сторонниками и противниками независимости, а 5-6 сентября впервые более половины опрошенных высказались за независимость.
|                       |                                                                         |         | Должна ли Шотландия быть независимым государством? | Должна ли Шотландия быть независимым государством? | Должна ли Шотландия быть независимым государством? |         |
| Дата                  | Опросчик/заказчик                                                       | Выборка | Да                                                 | Нет                                                | Не определились                                    | Разница |
| --------------------- | ----------------------------------------------------------------------- | ------- | -------------------------------------------------- | -------------------------------------------------- | -------------------------------------------------- | ------- |
| 9—11 сентября         | YouGov/The Times/The Sun                                                | 1,268   | 48 %                                               | 52 %                                               | 4 %                                                | 4 %     |
| 5—6 сентября          | YouGov/The Times/The Sun                                                | 1,063   | 51 %                                               | 49 %                                               | 6 %                                                | 2 %     |
| 28 августа — 1 сент.  | YouGov/The Times/The Sun                                                | 1,063   | 47 %                                               | 53 %                                               | 8 %                                                | 6 %     |
| 26—28 августа         | Survation/Scottish Daily Mail                                           | 1,001   | 48 %                                               | 48 %                                               | 4 %                                                | 0 %     |
| 12—15 августа         | YouGov/The Times                                                        | 1,085   | 38 %                                               | 51 %                                               | 11 %                                               | 13 %    |
| 12—15 августа         | Panelbase/Yes Scotland                                                  | 1,026   | 42 %                                               | 46 %                                               | 12 %                                               | 4 %     |
| 11—14 августа         | ICM/Scotland on Sunday                                                  | 1,005   | 38 %                                               | 47 %                                               | 14 %                                               | 9 %     |
| 6—7 августа           | Survation/Scottish Daily Mail                                           | 1,010   | 37 %                                               | 50 %                                               | 13 %                                               | 13 %    |
| 4—7 августа           | YouGov/The Sun                                                          | 1,142   | 35 %                                               | 55 %                                               | 10 %                                               | 20 %    |
| 23 июля — 7 августа   | TNS BMRB Архивная копия от 14 августа 2014 на Wayback Machine           | 1,003   | 32 %                                               | 45 %                                               | 23 %                                               | 13 %    |
| 28 июля — 3 августа   | Ipsos MORI/STV                                                          | 1,006   | 40 %                                               | 54 %                                               | 7 %                                                | 14 %    |
| 30 июля — 1 августа   | Survation/Mail on Sunday                                                | 1,000   | 40 %                                               | 46 %                                               | 14 %                                               | 6 %     |
| 16—22 июля            | Panelbase/Sunday Times                                                  | 1,041   | 41 %                                               | 48 %                                               | 11 %                                               | 7 %     |
| 7—11 июля             | ICM/Scotland on Sunday                                                  | 1,002   | 34 %                                               | 45 %                                               | 21 %                                               | 11 %    |
| 25 июня — 9 июля      | TNS BMRB Архивная копия от 28 июля 2014 на Wayback Machine              | 995     | 32 %                                               | 41 %                                               | 27 %                                               | 9 %     |
| 4—8 июля              | Survation/Daily Record                                                  | 1,013   | 41 %                                               | 46 %                                               | 13 %                                               | 5 %     |
| 25—29 июня            | YouGov/The Times                                                        | 1,206   | 35 %                                               | 54 %                                               | 12 %                                               | 19 %    |
| 10—23 июня            | TNS BMRB/Scotland September 18                                          | 1,004   | 32 %                                               | 46 %                                               | 22 %                                               | 14 %    |
| 12—16 июня            | YouGov/Sun                                                              | 1,039   | 36 %                                               | 53 %                                               | 11 %                                               | 17 %    |
| 9—12 июня             | ICM/Scotland on Sunday                                                  | 1,002   | 36 %                                               | 43 %                                               | 21 %                                               | 7 %     |
| 9—11 июня             | Panelbase/Yes Scotland                                                  | 1,060   | 43 %                                               | 46 %                                               | 12 %                                               | 3 %     |
| 6—10 июня             | Survation/Daily Record                                                  | 1,004   | 39 %                                               | 44 %                                               | 17 %                                               | 5 %     |
| 26 мая — 1 июня       | Ipsos MORI/STV                                                          | 1,003   | 36 %                                               | 54 %                                               | 10 %                                               | 18 %    |
| 21—28 мая             | TNS BMRB Архивная копия от 24 сентября 2014 на Wayback Machine          | 1,011   | 30 %                                               | 42 %                                               | 28 %                                               | 12 %    |
| 12—15 мая             | ICM/Scotland on Sunday                                                  | 1,003   | 34 %                                               | 46 %                                               | 20 %                                               | 12 %    |
| 8—14 мая              | Panelbase/Sunday Times                                                  | 1,046   | 40 %                                               | 47 %                                               | 13 %                                               | 7 %     |
| 9—12 мая              | Survation/Daily Record (недоступная ссылка)                             | 1,003   | 37 %                                               | 47 %                                               | 17 %                                               | 10 %    |
| 23 апреля — 2 мая     | TNS BMRB Архивная копия от 8 июля 2014 на Wayback Machine               | 996     | 30 %                                               | 42 %                                               | 28 %                                               | 12 %    |
| 25—28 апреля          | YouGov/Channel 4                                                        | 1,208   | 37 %                                               | 51 %                                               | 12 %                                               | 14 %    |
| 14—16 апреля          | ICM/Scotland on Sunday                                                  | 1,004   | 39 %                                               | 42 %                                               | 19 %                                               | 3 %     |
| 11—15 апреля          | Survation/Sunday Post                                                   | 1,001   | 38 %                                               | 46 %                                               | 16 %                                               | 8 %     |
| 4—9 апреля            | Panelbase/Yes Scotland                                                  | 1,024   | 40 %                                               | 45 %                                               | 15 %                                               | 5 %     |
| 4—7 апреля            | Survation/Daily Record                                                  | 1,002   | 37 %                                               | 47 %                                               | 16 %                                               | 10 %    |
| 28 марта — 4 апреля   | Panelbase/Wings Over Scotland                                           | 1,025   | 41 %                                               | 46 %                                               | 14 %                                               | 5 %     |
| 21 марта — 2 апреля   | TNS BMRB Архивная копия от 16 апреля 2014 на Wayback Machine            | 988     | 29 %                                               | 41 %                                               | 30 %                                               | 12 %    |
| 20—24 марта           | YouGov/Times                                                            | 1,072   | 37 %                                               | 52 %                                               | 11 %                                               | 15 %    |
| 17—21 марта           | ICM/Scotland on Sunday                                                  | 1,010   | 39 %                                               | 46 %                                               | 15 %                                               | 7 %     |
| 7—14 марта            | Panelbase/Newsnet Scotland                                              | 1,036   | 40 %                                               | 45 %                                               | 15 %                                               | 5 %     |
| 26 февраля — 9 марта  | TNS BMRB Архивная копия от 7 апреля 2014 на Wayback Machine             | 1,019   | 28 %                                               | 42 %                                               | 30 %                                               | 14 %    |
| 6—7 марта             | Survation/Daily Record/Better Nation                                    | 1,002   | 39 %                                               | 48 %                                               | 13 %                                               | 9 %     |
| 24—28 февраля         | YouGov/Scottish Sun                                                     | 1,257   | 35 %                                               | 53 %                                               | 12 %                                               | 18 %    |
| 20—25 февраля         | IpsosMORI/STV                                                           | 1,001   | 32 %                                               | 57 %                                               | 11 %                                               | 25 %    |
| 18—21 февраля         | Panelbase/Scottish National Party                                       | 1,022   | 37 %                                               | 47 %                                               | 16 %                                               | 10 %    |
| 17—21 февраля         | ICM/Scotland on Sunday                                                  | 1,004   | 37 %                                               | 49 %                                               | 14 %                                               | 12 %    |
| 17—18 февраля         | Survation/Scottish Daily Mail                                           | 1,005   | 38 %                                               | 47 %                                               | 16 %                                               | 9 %     |
| 29 января — 6 февраля | Panelbase/Sunday Times                                                  | 1,012   | 37 %                                               | 49 %                                               | 14 %                                               | 12 %    |
| 28 января — 6 февраля | TNS BMRB Архивная копия от 25 марта 2014 на Wayback Machine             | 996     | 29 %                                               | 42 %                                               | 29 %                                               | 13 %    |
| 3—5 февраля           | YouGov/Sun                                                              | 1,047   | 34 %                                               | 52 %                                               | 14 %                                               | 18 %    |
| 29—31 января          | Survation/Mail on Sunday                                                | 1,010   | 32 %                                               | 52 %                                               | 16 %                                               | 20 %    |
| 21—27 января          | YouGov                                                                  | 1,192   | 33 %                                               | 52 %                                               | 15 %                                               | 19 %    |
| 21—24 января          | ICM/Scotland on Sunday                                                  | 1,004   | 37 %                                               | 44 %                                               | 19 %                                               | 7 %     |
| 14—20 января          | TNS BMRB                                                                | 1,054   | 29 %                                               | 42 %                                               | 29 %                                               | 13 %    |
| 3—10 января           | TNS BMRB/BBC Scotland Архивная копия от 8 марта 2014 на Wayback Machine | 1,008   | 28 %                                               | 42 %                                               | 30 %                                               | 14 %    |

## Голосование

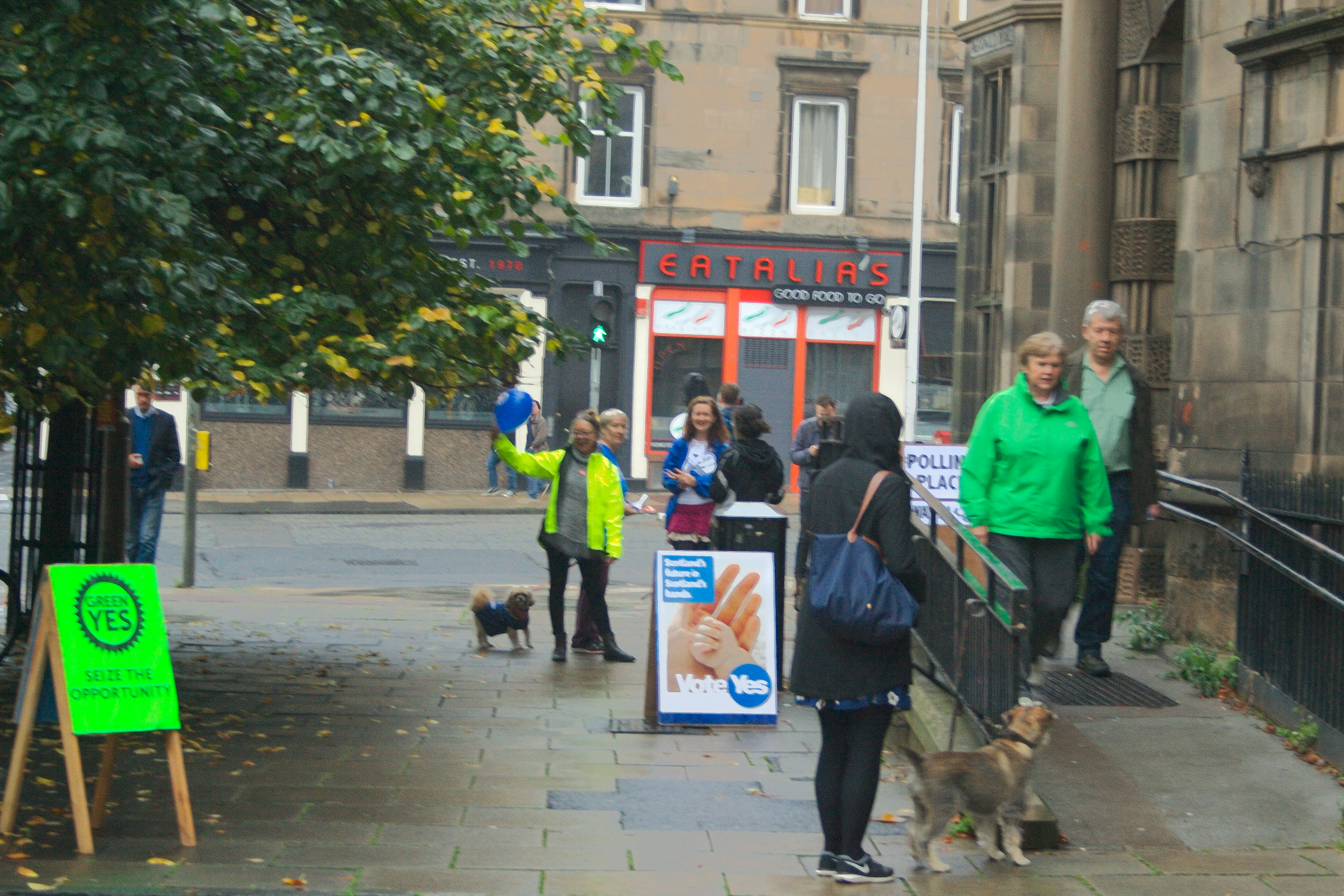
Явка на избирательном участке в Эдинбурге в день голосования, 18 сентября 2014 года.

В Шотландии было открыто 2608 участков для голосования, работавших с 7 часов утра до 10 часов вечера (10:00 — 01:00 по московскому времени). Число зарегистрированных избирателей составило 4 миллиона 285 тысяч 323 человека. Это более 97 % шотландцев старше 16 лет. Между тем, более 500 тысяч из них, судя по опросам, не определились с ответом. 789 тысяч человек из общего числа избирателей выбрали вариант голосования по почте, и, как сообщила глава штаба подсчета Мэри Питкей, 80 % из этого числа прислали свои бюллетени. Между тем, как отметила пресс-атташе дипломатического представительства Великобритании в Петербурге Татьяна Раудсон, «отдельного участка для голосования шотландцев не создавалось ни в Генеральном консульстве Великобритании в Санкт-Петербурге, ни в посольстве в Москве, поскольку для тех шотландцев, кто в день референдума не будет находиться на родине, была организована возможность отправить свои голоса по почте».
В 9 утра (12.00) первый министр Шотландии Алекс Салмонд проголосовал на участке в городе Фрейзерборо в Абердиншире. Одновременно проголосовал бывший премьер-министр Великобритании Гордон Браун — на участке в Норт-Куинсфери. В 9.30 в Эдинбурге проголосовал лидер кампании против независимости бывший канцлер казначейства Великобритании Алистер Дарлинг. Самая большая активность среди избирателей наблюдалась в Глазго с населением почти 600 тысяч человек, где у участков выстроились очереди. Там было открыто 483 участка, где работало 1188 человек, включая 185 школьников, а для участия в голосовании зарегистрировались 97,2 % человек. В столице страны — Эдинбурге, наоборот, больших очередей не было, но голосование проходило оживлённо.
Глава делегации аккредитованных наблюдателей из четырёх человек от России, председатель совета Российского общественного института избирательного права Игорь Борисов заявил, что наблюдается неполная открытость работы избирательных органов, заключающаяся в запрещении фотосъёмки на участках, в результате чего, по его мнению, «остается уповать на добросовестность организаторов выборов. Несмотря на определённые договорённости и какие-то команды, которые поступают по телефону, они всё-таки хранят приверженность необходимости честного и справедливого подсчета результатов». Наблюдатель и президент Института новейших государств Алексей Мартынов отметив, что «референдум проходит спокойно», сказал, что при голосовании не проверяются документы голосующих, так как верят им на слово, но «кто бы что ни говорил, но сегодня Великобритания демонстрирует, как работает право наций на самоопределение через референдум и без кровопролития и войны. И это не может не внушать оптимизм».
В целом референдум проходил без происшествий и беспорядков, лишь в очереди у одного участка в Клайдбанке около Глазго произошла драка, но зачинщик был задержан и его ожидает суд, а на стене участка в Джеймстауне были обнаружены граффити с угрозами, но они быстро были закрашены. Между тем, органами было получено как минимум 10 сообщений о случаях «повторного голосования», когда шотландцы обнаруживали, что голос за них уже был отдан.

## Подсчёт голосов
По завершении голосования бюллетени из Эдинбурга на 113 микроавтобусах были доставлены на арену «Эмирейтс» у Селтик Парка, где их подсчётом занялись 700 человек. Одновременно такая же процедура прошла во всех 32 областях Шотландии. Окончательные результаты были объявлены главой штаба по подсчету голосов Мэри Питкейтли утром 19 сентября (между 9.30 и 10.30 по московскому времени) в выставочном центре Royal Highland в Инглистоуне, к западу от Эдинбурга.
После окончания голосования, в 22:00 (1:00 по московскому времени 19 сентября), граждане в ожидании итога референдума начали собираться у здания парламента Шотландии в Эдинбурге и на главных площадях страны, однако к полуночи большинство переместилось в пабы и рестораны, которым было разрешено работать всю ночь во время подсчёта голосов, чтобы предотвратить беспорядки. Между тем, представитель Букингемского дворца сообщил, что «Королева внимательно следит за референдумом о независимости Шотландии, её информируют о состоянии дел официальные лица в Лондоне и Эдинбурге».

## Результаты
По окончательным результатам, за независимость Шотландии высказались 44,7 % избирателей (1,617,989 человек), против — 55,3 % (2,001,926). Явка составила 84,5 %. Таким образом, Шотландия осталась в составе Соединённого Королевства Великобритании и Северной Ирландии. (См. ниже интерактивную карту в разделе «Ссылки»).
| Округ                | Голосов за | Голосов против | За (%) | Против (%) | Действительных бюллетеней | Явка (%) |
| -------------------- | ---------- | -------------- | ------ | ---------- | ------------------------- | -------- |
| Абердин-Сити         | 59,390     | 84,094         | 41.4 % | 58.6 %     | 143,484                   | 81.7 %   |
| Абердиншир           | 71,337     | 108,606        | 39.6 % | 60.4 %     | 179,943                   | 87.2 %   |
| Ангус                | 35,044     | 45,192         | 43.7 % | 56.3 %     | 80,236                    | 85.7 %   |
| Аргайл-энд-Бьют      | 26,324     | 37,143         | 41.5 % | 58.5 %     | 63,467                    | 88.2 %   |
| Клакманнаншир        | 16,350     | 19,036         | 46.2 % | 53.8 %     | 35,386                    | 88.6 %   |
| Дамфрис-энд-Галловей | 36,614     | 70,039         | 34.3 % | 65.7 %     | 106,653                   | 87.5 %   |
| Данди-Сити           | 53,620     | 39,880         | 57.3 % | 42.7 %     | 93,500                    | 78.8 %   |
| Ист-Эршир            | 39,762     | 44,442         | 47.2 % | 52.8 %     | 84,204                    | 84.5 %   |
| Ист-Данбартоншир     | 30,624     | 48,314         | 38.8 % | 61.2 %     | 78,938                    | 91.0 %   |
| Ист-Лотиан           | 27,467     | 44,283         | 38.3 % | 61.7 %     | 71,750                    | 87.6 %   |
| Ист-Ренфрушир        | 24,287     | 41,690         | 36.8 % | 63.2 %     | 65,977                    | 90.4 %   |
| Сити-оф-Эдинбург     | 123,927    | 194,638        | 38.9 % | 61.1 %     | 318,565                   | 84.4 %   |
| Уэстерн-Айлс         | 9,195      | 10,544         | 46.6 % | 53.4 %     | 19,739                    | 86.2 %   |
| Фолкерк              | 50,489     | 58,030         | 46.5 % | 53.5 %     | 108,519                   | 88.7 %   |
| Файф                 | 114,148    | 139,788        | 45.0 % | 55.0 %     | 253,936                   | 84.1 %   |
| Глазго-Сити          | 194,779    | 169,347        | 53.5 % | 46.5 %     | 364,126                   | 75.0 %   |
| Хайленд              | 78,069     | 87,739         | 47.1 % | 52.9 %     | 165,808                   | 87.0 %   |
| Инверклайд           | 27,243     | 27,329         | 49.9 % | 50.1 %     | 54,572                    | 87.4 %   |
| Мидлотиан            | 26,370     | 33,972         | 43.7 % | 56.3 %     | 60,342                    | 86.8 %   |
| Мори                 | 27,232     | 36,935         | 42.4 % | 57.6 %     | 64,167                    | 85.4 %   |
| Норт-Эршир           | 47,072     | 49,016         | 48.9 % | 51.1 %     | 96,088                    | 84.4 %   |
| Норт-Ланаркшир       | 115,783    | 110,922        | 51.1 % | 48.9 %     | 226,705                   | 84.4 %   |
| Оркни                | 4,883      | 10,004         | 32.8 % | 67.2 %     | 14,887                    | 83.7 %   |
| Перт-энд-Кинросс     | 41,475     | 62,714         | 39.8 % | 60.2 %     | 104,189                   | 86.9 %   |
| Ренфрушир            | 55,466     | 62,067         | 47.2 % | 52.8 %     | 117,533                   | 87.3 %   |
| Скоттиш-Бордерс      | 27,906     | 55,553         | 33.4 % | 66.6 %     | 83,459                    | 87.4 %   |
| Шетланд              | 5,669      | 9,951          | 36.3 % | 63.7 %     | 15,620                    | 84.4 %   |
| Саут-Эршир           | 34,402     | 47,247         | 42.1 % | 57.9 %     | 81,649                    | 86.1 %   |
| Саут-Ланаркшир       | 100,990    | 121,800        | 45.3 % | 54.7 %     | 222,790                   | 85.3 %   |
| Стерлинг             | 25,010     | 37,153         | 40.2 % | 59.8 %     | 62,163                    | 90.1 %   |
| Уэст-Данбартоншир    | 33,720     | 28,776         | 54.0 % | 46.0 %     | 62,396                    | 87.9 %   |
| Уэст-Лотиан          | 53,342     | 65,682         | 44.8 % | 55.2 %     | 119,024                   | 86.2 %   |
| ВСЕГО                | 1,617,989  | 2,001,926      | 44,7 % | 55,3 %     | 3,619,915                 | 84,6 %   |

## Реакция
- Великобритания:

После сообщений о том, что больше 60 % шотландцев проголосовали против независимости когда были опубликованы данные из округа Файф, премьер-министр Великобритании Дэвид Кэмерон в Twitter сообщил: «я говорил с Дарлингом и поздравил его с хорошо проведенной кампанией». Эд Милибэнд написал, «наше Соединённое Королевство сегодня сильнее, чем вчера», а Ник Клегг сообщил, что «референдум — это новая глава не только для Шотландии в составе Великобритании, но и новая глава конституционных нововведений в Великобритании». Позже на странице в Facebook Кэмерон пообещал, что полномочия Шотландии будут расширены, а «для тех, кто в Шотландии скептически относится к конституционным обещаниям, позвольте мне сказать следующее: задача поставлена перед действующим правительством, а примет её следующий парламент», отметив, что «абсолютно правильно, что новое и справедливое урегулирование для Шотландии должно распространяться и на другие части Соединённого Королевства». После этого, в офисе Кэмерона сообщили о том, что «премьер-министр поговорил с Алексом Салмондом по телефону. SNP присоединится к переговорам о дальнейшей передаче полномочий».
Писательница Джоан Роулинг в Twitter сообщила, что «не спала всю ночь, смотрела, как Шотландия вершит историю. Значительная явка, мирный демократический процесс: нам стоит гордиться».
К концу дня, королева Великобритании Елизавета II в официальном обращении из замка Балморал, отметила, что все британцы уважают решение Шотландии остаться в составе Великобритании.
- Шотландия:

Через некоторое время первый министр Шотландии Алекс Салмонд выступил в штабе подсчёта голосов с официальным обращением и признанием поражения:
Благодарю всех тех, кто проголосовал за независимость Шотландии. Окончательные результаты еще не обнародованы, но мы уже знаем, что большинство высказались за сохранение единства страны. Я с сожалением воспринял результаты, но мы принимаем законный выбор шотландского народа. Я хочу отметить, что значительное количество людей проголосовало за независимость. Я признаю результаты и обещаю далее работать в конструктивном ключе.
Затем, Салмонд объявил об уходе в отставку с поста премьер-министра и лидера Шотландской национальной партии, сказав, что работа в правительстве была почетной обязанностью всей его жизни:
Мы проиграли на референдуме, но Шотландия может продолжить политическую инициативу. Шотландия ещё может победить. Мое время как лидера почти истекло, но для Шотландии кампания продолжается, мечта никогда не умрёт… Это была невероятная кампания, я рад, что участвовал в ней. Я горжусь кампанией "Да" и особенно 1 600 000 человек, поддержавших нас. Я уйду, чтобы дать возможность выбрать нового лидера. Есть целый ряд в высшей степени квалифицированных и подходящих для поста лидера кандидатов.
По словам Салмонда, он рассматривает в качестве замены на своём посту — заместителя Николу Старджен. Между тем, сторонники независимости собрали более 75000 подписей под обращением в медиа-регулятор Ofcom с требованием «независимого расследования предвзятости Би-би-си в освещении шотландского референдума», так как «есть предположение, что Би-би-си может использоваться для пропаганды в данном случае, может не быть беспристрастной и работать лишь на одну из сторон. Это предположение должно быть расследовано и поведение компании должно быть рассмотрено в соответствии с её уставом».
Профессор политологии Университета Страклайда в Глазго Джон Кертис отметил, что Лондон, стремившийся сохранить Шотландию, оказался в выигрыше, но временно, так как «дискуссии о конституционном будущем Великобритании на этом не закончатся. К ним вернутся в ближайшие полгода. И это ставит новые конституционные вопросы для остальных частей Великобритании. Проблема Уэльса и Северной Ирландии в том, что налоговая база не так развита, как в Шотландии. Так что с этой точки зрения деволюция — не такая привлекательная перспектива для Уэльса и Северной Ирландии, как для Шотландии».
Уже 14 октября, сложивший с себя полномочия Первый Министр Шотландии, Алекс Салмонд, в интервью шотландскому телеканалу признал, что если британские политики, подписавшие 16 сентября 2014 года «торжественную клятву» о дальнейшей деволюции в Шотландии, не выполнят своих обещаний, то в Шотландии будет возможен повтор референдума о независимости.
- Северная Ирландия:

Лидер североирландской партии «Шинн Фейн» Джерри Адамс в интервью «Morning Ireland» заявил, что «результат референдума в Шотландии показал глубину вовлеченности и демократии», при этом призвав к реализации права на проведение референдума в Северной Ирландии, могущего привести к отделению от Великобритании и воссоединению с остальной частью Ирландии, отметив, что «для многих жителей этого острова пришло время провести цивилизованные дебаты относительно объединённой Ирландии или продолжения разделённого существования», так как «мы не должны забывать о том, что наши люди разделены, а сейчас у нас есть возможность мирным демократическим путём воссоединиться и почувствовать себя счастливыми. Мы не можем переписать историю, но у нас есть возможность извлечь урок из шотландского референдума». Параллельно, в Twitter он разместил изображение британского флага и написал «О, нет».
- Уэльс:

Лидер Партии Уэльса Лианн Вуд в интервью «Russia Today» отметила, что то, «что случилось в Шотландии было замечательным. Это была действительно битва Давида и Голиафа, с кампанией „да“ почти достигшей того, что они намеревались добиться начав с очень низкой базы. Все корпоративные СМИ были против социальных медиа, весь британский истеблишмент был против простых шотландцев, собиравшихся вместе в муниципалитетах. Таким образом, даже при том, что они не создали новое государство в результате вчерашнего референдума, они добились большой демократии. И я хочу от всего сердца поздравить шотландцев с тем, как они провели эту дискуссию». Вуд добавила, что «партия Уэльса хочет увидеть как Уэльс станет независимой страной. Мы считаем, что лучшими людьми, для принятия решений, влияющих на людей в Уэльсе являются люди в Уэльсе», заметив, что мы будем следить за тем, «что предлагается Шотландии, чтобы знать, на чём мы можем настаивать и в Уэльсе тоже».
- Испания:

Премьер-министр Испании Мариано Рахой поздравил шотландцев с результатами референдума, в ходе которого «было полностью соблюдено законодательство», однако выбор в пользу независимости мог бы привести к «тяжёлым последствиям». Генеральный секретарь правящей Народной партии Долорес де Коспедаль отметила, что «победа „нет“ на референдуме является победой здравого смысла, так как она отвечает интересам всех тех, кто выступает за интеграцию в Европе». Вице-секретарь Народной партии Эстебан Гонсалес Понс заявил, что Шотландия продемонстрировала, что сейчас «времена политики, диалога и сдержанности, а не разрывов и отделений. Самая главная опасность, которая миновала, — то, что Шотландия не ушла из Европы». Генеральный секретарь оппозиционной Социалистической рабочей партии Педро Санчес назвал итоги шотландского референдума «хорошей новостью как для самой Шотландии, так и для ЕС», так как в условиях демократии «решать остаться вместе — это хорошая новость», отметив, что Шотландия проголосовала за «самоуправление, а не за застой и раскол», а шотландцы выбрали «усиление своих институтов власти», и одновременно «будущее с Соединённым Королевством».
Президент Каталонии Артур Мас на пресс-конференции в Барселоне заявил: «я не расстроился из-за результатов. Это был выбор шотландского народа. Они предпочли политическое единство. Если бы выиграло „да“, весь мир признал бы результаты. То, что произошло в Шотландии, — это не шаг назад для Каталонии, потому что Каталония действительно хочет проголосовать». При этом он отметил, что Каталония продолжит «процесс обретения суверенитета», так как её «укрепил урок демократии, который преподало Соединённое Королевство. Голосование объединяет, а не разъединяет. Мадрид должен понять, что блокировать общенациональный опрос в Каталонии, — это не сработает. Единственный способ справиться с этим демократическим вызовом — сесть за стол переговоров и говорить о референдуме. Это обидное сравнение для демократов, что британское правительство разрешило проведение референдума, а испанское нет. Я бы больше уважал испанское правительство, если бы оно проводило кампанию в пользу „против“».
- Италия:

Премьер-министр Италии Маттео Ренци в послании Кэмерону отметил, что «Европейский союз, безусловно, выиграет», поскольку такое голосование подтвердило готовность Великобритании усилить совместные действия, «направленные на выполнение справедливых требований граждан об экономическом развитии и противостоянию многим международным проблемам».
- США:

Президент США Барак Обама в заявлении, распространённом Белым домом, отметил: «мы приветствуем результаты вчерашнего референдума о независимости Шотландии и поздравляем народ Шотландии с полным осуществлением демократии».
- Канада:

Министр иностранных дел Канады Джон Бэрд отметил, что «жители Шотландии проголосовали за то, чтобы остаться в составе Соединённого Королевства. Канада приветствует это решение. Канаду и Соединённое Королевство связывают давние исторические отношения, мы являемся важными партнёрами и верим, что будем ими и в будущем».
- Европейский союз:

Председатель Европейской комиссии Жозе Мануэль Баррозу отметил: «я приветствую решение шотландцев сохранить единство Великобритании. Этот результат очень хороший для единой, открытой и более сильной Европы, за которую выступает Еврокомиссия. ЕК продолжит вести конструктивный диалог с шотландским правительством в областях, которые важны для будущего Шотландии, включая занятость и экономический рост, энергетику, изменения климата и окружающей среды, и более эффективное регулирование».
Председатель Европейского совета Херман ван Ромпей сказал: «я уважаю и приветствую выбор жителей Шотландии на вчерашнем референдуме. Я приветствую, что Великобритания останется единой, как заявлял премьер-министр Кэмерон утром. Великобритания продолжит быть важным членом Евросоюза на пользу всем гражданам и странам-членам ЕС».
- НАТО:

Генеральный секретарь НАТО Андерс Фог Расмуссен сообщил: «я полностью уважаю выбор, который сделали вчера на референдуме жители Шотландии. Я приветствую заявление премьер-министра Кэмерона о том, что Великобритания продолжит идти вперед как единая страна».